# Epitonium texturatum
Epitonium texturatum is een slakkensoort uit de familie van de Epitoniidae. De wetenschappelijke naam van de soort is voor het eerst geldig gepubliceerd in 1847 door Gould.